# Maliniak (Baraki Chotumskie)
Maliniak – część wsi Baraki Chotumskie w Polsce, położona w województwie mazowieckim, w powiecie ciechanowskim, w gminie Ciechanów. Wchodzi w skład sołectwa Baraki Chotumskie.
W latach 1975–1998 Maliniak administracyjnie należało do województwa ciechanowskiego.